# Manuelita (chanson)
Pour les articles homonymes, voir Manuelita.

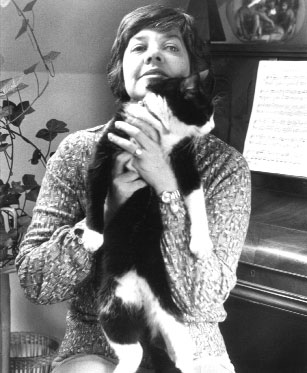
Maria Elena Walsh

Manuelita (ou Manuelita la tortuga, Manuelita la tortue) est une chanson pour enfants argentine écrite par l'auteur-compositeur-interprète María Elena Walsh et interprétée pour la première fois en 1962 par elle et Leda Valladares. La chanson raconte l'histoire d'une tortue, Manuelita, qui voyage à travers le monde en partant d'Argentine et vit des aventures en France, à Paris. Manuelita est devenue l'une des chansons pour enfants les plus connues en Argentine et a connu de nombreuses reprises et adaptations.

## Origines et reprises
Manuelita est écrite par María Elena Walsh, connue par ailleurs pour ses livres pour enfants, qui est alors auteur-compositeur-interprète et forme avec Leda Valladares un duo appelé Leda y María. La chanson apparaît pour la première fois dans leur album Doña Disparate y Bambuco qui sort en 1962.
En Argentine, la chanson est reprise notamment par César Isella dans son album Canto a la poesía en 1984 et par Jairo.
María Elena Walsh met à nouveau en scène le personnage de Manuelita dans un livre pour enfants publié en 1999, Manuelita ¿dónde vas?.

## Adaptation au cinéma
En 1999, un film d'animation inspiré de la chanson, Manuelita, est réalisé par Manuel García Ferré,.